# Rêmkoui
Rêmkoui (ou Raemkai ou Raemka selon les prononciations), est un prince égyptien. Il serait le fils de Djedkarê Isési, roi de la Ve dynastie, mais Rêmkoui est donné par les égyptologues Aidan Mark Dodson et Dyan Hilton comme le fils du roi Menkaouhor. Il est enterré dans un mastaba aménagé dans la nécropole de Saqqarah. 

## Sépulture
Le mastaba de Rêmkoui est situé au nord du complexe funéraire de Djéser à Saqqarah. Elle a été initialement fouillée par Auguste Mariette. La tombe est répertoriée comme D3 dans Mastabas.
La chapelle de la tombe avec la stèle fausse porte du prince a été démontée et acquise en 1906 par le Metropolitan Museum of Art de New York où elle est exposée.
La chambre est décorée de scènes de chasse, de scènes agricoles et de représentations d'une statue.
L'étude des reliefs de ce mastaba a démontré qu'initialement ce tombeau était prévu pour un autre dignitaire du royaume, Néferirtenès. Il fut donc attribué au fils de Djedkarê Isési par décret, sans doute à la suite d'une disgrâce du notable ou pour d'autres raisons.